# Сенинская
Сенинская — деревня в Кадуйском районе Вологодской области.
Входит в состав Никольского сельского поселения (с 1 января 2006 года по 8 апреля 2009 года входила в Великосельское сельское поселение), с точки зрения административно-территориального деления — в Великосельский сельсовет.
Расстояние до районного центра Кадуя по автодороге — 49,5 км, до центра муниципального образования села Никольское по прямой — 18 км. Ближайшие населённые пункты — Абаканово, Лог, Старина.
По переписи 2002 года население — 1 человек.
В реестр населённых пунктов в 1999 году внесена как деревня Сененская. Изменение в реестр внесено постановлением губернатора области 1 августа 2001 года.